# Sphaeradenia crocea
Sphaeradenia crocea är en enhjärtbladig växtart som beskrevs av Gunnar Wilhelm Harling. Sphaeradenia crocea ingår i släktet Sphaeradenia och familjen Cyclanthaceae. Inga underarter finns listade.